# Meleuzovskij rajon
Il Meleuzovskij rajon (in russo Мелеузовский район?) è un municipal'nyj rajon della Repubblica della Baschiria, nella Russia europea.